# سارة نتنياهو
سارة نتنياهو (بالعبرية: שרה נתניהו) وُلدت في 5 تشرين الثاني/نوفمبر 1958، هي زوجة رئيس الوزراء الإسرائيلي بنيامين نتنياهو. وتعمل كإخصائية نفسية تربوية، يرتبط اسمها بالعديد من القضايا المتعلقة باستغلال المال العام، تلقي الهدايا، وانتهاك حقوق العمال، ومثلت للتحقيق في العديد منها.

## النشأة

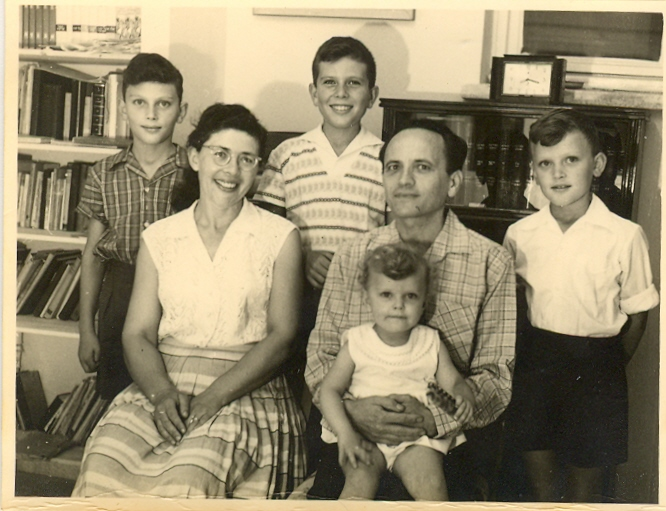
سارة رفقة والدها شموئيل أرتزي عام 1960

سارة هي ابنة شموئيل أرتزي (في وقت لاحق حملت نسب نتنياهو)، ولدت في شمال إسرائيل وتحديدا في بلدة كريات طبعون بالقرب من حيفا. والدها هو شموئيل أرتزي يهودي ذي أصول بولندية قدم لإسرائيل وعاش وعمل فيها قبل أن يُصبح كاتب وشاعر وأحد العالمين المختصين بالكتاب المقدس، توفي في عام 2011 في سن 97، أما والدتها فهي باركيتزي التي تنتمي للجيل المقدسي السادس. لديها ثلاثة أخوة وهم ماتانيا أرتزي أستاذ الرياضيات، حاجاي أرتزي وهو أستاذ متخصص في الفكر اليهودي ثم أماتزيا أرتزي وهو أيضا أستاذ لكن في تخصص التكنولوجيا.
تعلمت سارة في المدرسة الثانوية غرينبرغ في كريات طبعون، ثم عملت في وقت لاحق عملت كمراسلة لصحفية معاريف وهي مجلة أسبوعية إسرائيلية تخص بالمراهقين. عملت في الجيش الإسرائيلي كمعدة نفسية ثم عملت في قسم العلوم السلوكية في شعبة الاستخبارات العسكرية الإسرائيلية («أمان»). حصلت نتنياهو على درجة البكالوريوس في علم النفس من جامعة تل أبيب عام 1984 ثم درجة الماجستير في الجامعة العبرية في القدس عام 1996.

## المسيرة المهنية

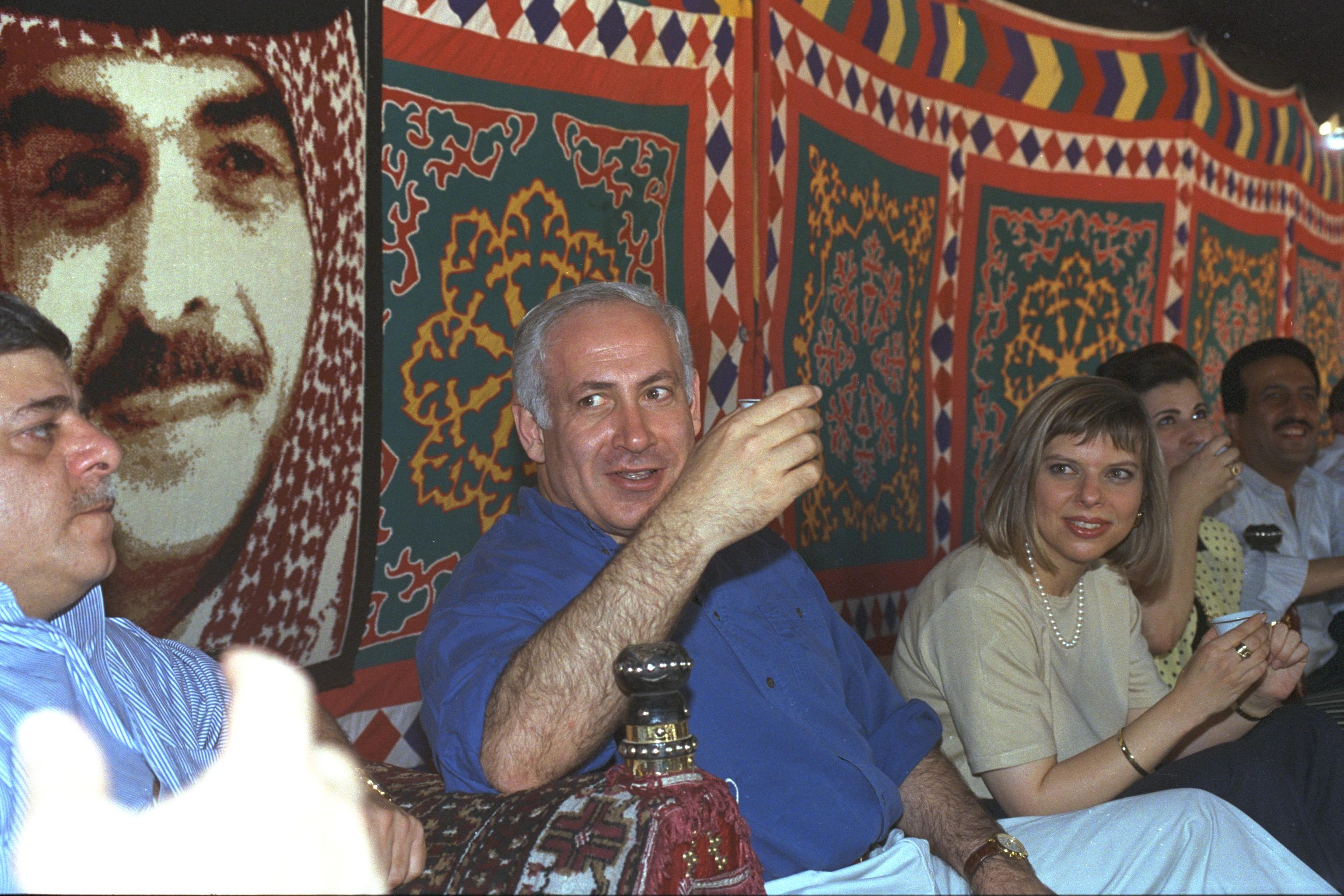
رئيس الوزراء بنيامين نتنياهو رفقة زوجته سارة في زيارة لخيمة بدو في الأردن عام 1996

عملت نتنياهو كمقيمة ومُعدة نفسية؛ حيث اهتمت بالأطفال الموهوبين في معهد تشجيع الشباب على الإبداع والتميز برئاسة الدكتور إريكا لانداو الذي كان يعمل في مركز لإعادة التأهيل تابع لوزارة العمل. عملت في وقت لاحق من مسيرتها المهنية العال كمضيفة طيران.
التقت برئيس الوزراء بنيامين نتنياهو الذي كان يترأس منظمة خيرية تُقدم المساعدات للأطفال الذين يتعرضون لسوء المعاملة وعملت رفقته لفترة قصيرة حيث اهتمت في المقام الأول بلأطفال المصابين بالشلل الدماغي. في عام 2000 عادت إلى عملها السابق بوصفها عالمة نفس تربوية في بلدية القدس. عملها يشمل التشخيص النفسي وعلاج الأطفال في المدارس والمساعدة الأسر في ضائقة.

## الجدل

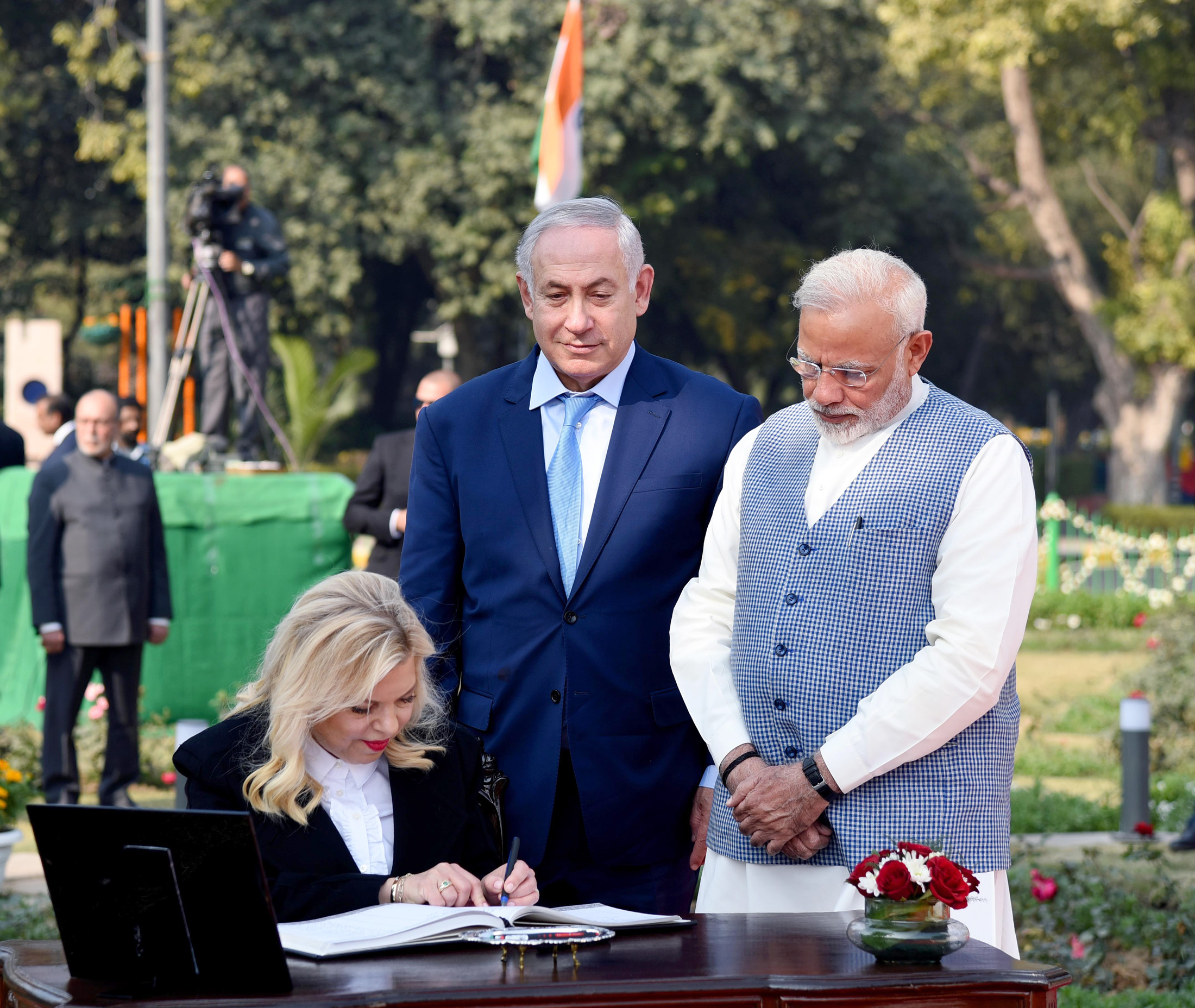
نتنياهو و زوجته، إلى جانب رئيس الوزراء الهندي ناريندرا مودي، يوقعان على سجل الزوار في عام 2018

خلال الولاية الأولى لزوجها رئيس الوزراء بنيامين نتنياهو؛ تلقت سارة نتنياهو الكثير من الاهتمام الإعلامي، لكن معظم التقارير أشارت لها بسلبية باعتبار لهجتها السيئة عند الحديث.

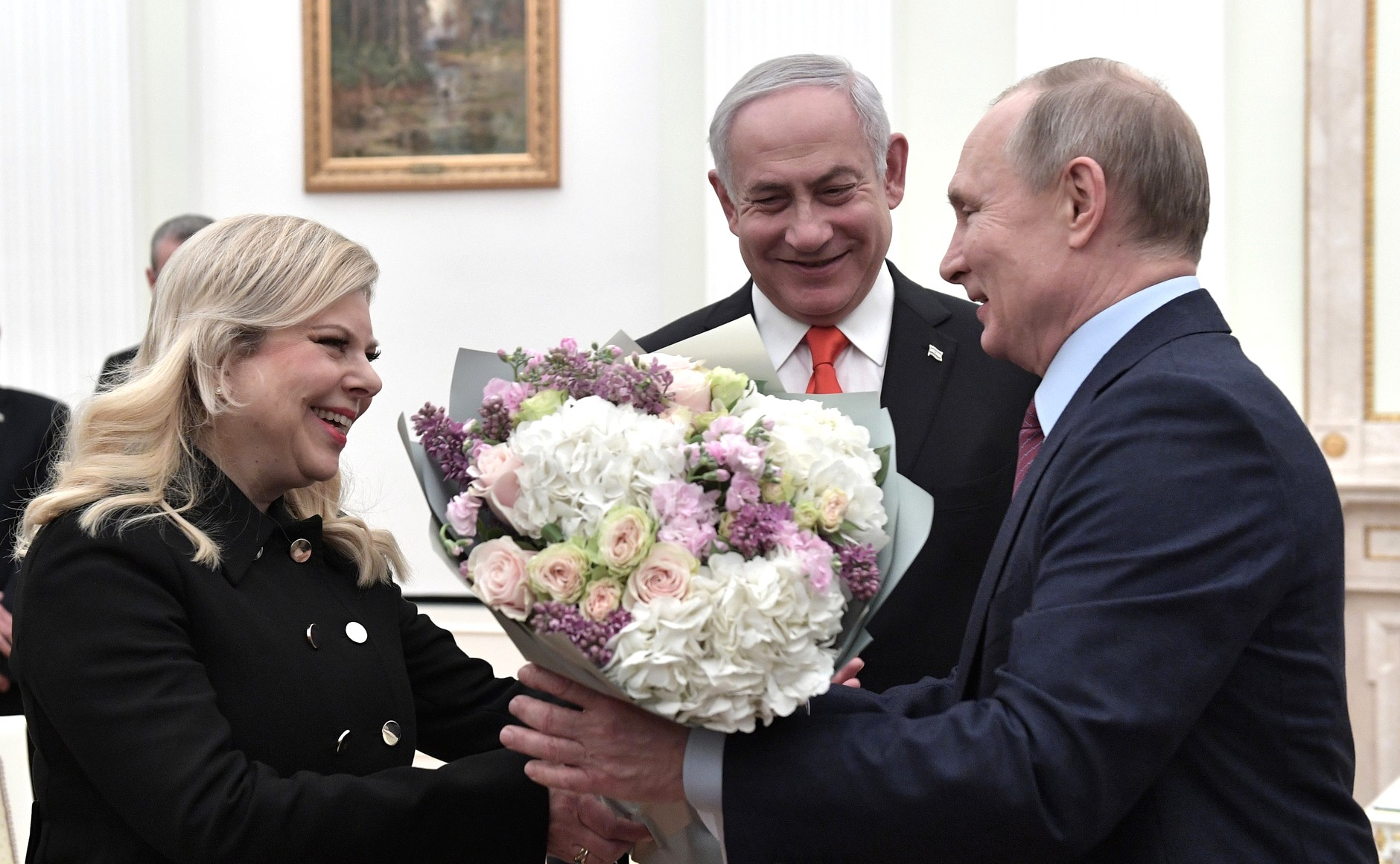
فلاديمير بوتين يعطي الزهور لسارة

فازت سارة بقضية التشهير التي رُفعت ضد مجموعة شوكن بسبب نشر هذه الأخيرة لعدة تقارير افترت فيها على سارة. كما فازت بقضية أخرى عام 2002 ضد صحيفة محلية بسبب نشر الصحيفة لتقارير لا أساس لها من الصحة. في عام 2008، ذكرت القناة العاشرة الإسرائيلية أنه خلال حرب لبنان عام 2006 سافرت سارة مع زوجها وأنفقت مبلغ كبير من المال على الكماليات التي تخص والتي تم دفعها من قبل المانحين في لندن. تقرير القناة أثار غضب سارة التي رفعت دعوى تشهير ضد القناة. جديراً بالذكر أيضا أنه سبق للجنة الأخلاقيات التابعة للكنيست وأن رفضت رحلة كانت تُخطط سارة للقيام بها وأطلعت اللجنة زوجها بنيامين حول الموضوع.
في كانون الثاني/يناير من عام 2010، ذكرت صحيفة يديعوت أحرونوت أنها تنوي رفع دعوى قضائية ضد أسرة نتنياهو وبالخصوص سارة وذلك بسبب قيام هذه الأخيرة بحجب الأجور وفرض ظروف عمل غير عادلة ثم إساءة لفظية لبعض العاملين. رُفعت أيضا دعوى قضائية أخرى في مارس 2014 ضد سارة لكن هذه المرة من قبل حارسها الشخصي السابق وذلك بتهمة «إساءة المعاملة».
في شباط/فبراير 2016، حكم القاضي في محكمة بالقدس لصالح المدعي ماني نفتالي الذي ادعى أن سارة نتنياهو قد خلقت بيئة عمل عدائية بالنسبة له كموظف فتم تقديم تعويضات له بلغت 170,000 دولار.

## تهم بالفساد
في 8 سبتمبر عام 2017، أعلن النائب العام أفيخاي مانديلبليت تقديم لائحة اتهام ضد سارة نتنياهو وذلك بخصوص قضايا فساد. يدَّعي أفيخاي أن السيدة نتنياهو قامت بالاحتيال فحصلت على مبلغ 100,000 دولار بسبب دورها الكبير في ترتيب وجبات طعام على نفقة الدولة دون ترخيص.
في 17 كانون الثاني/يناير 2018، وقبل توجيه الاتهامات لها بشكل رسمي؛ قررت المحكمة عقد جلسة استماع. الملاحظ أن محامي السيدة سارة حضروا الجلسة واجتمعوا مع أفيخاي ثم ناقشوا الموضوع لكن نتنياهو لم تحضر حيث كسرت العرف المعتاد.

## الحياة الشخصية
تزوجت سارة نتنياهو من دورون نويبيرغر في عام 1980 لكن تطلق الزوجان في عام 1987. في عام 1991 التقت ببنيامين نتنياهو ثم تزوجت به في وقت لاحق من نفس العام، رُزق الثنائي بطفلين. في عام 2010 فاز ابنها أفنير بمسابقة التوراة الدولية على المستوى الوطني في حين احتلَّ المركز الثالث على المستوى الدولي.

## روابط خارجية
- سارة نتنياهو على موقع IMDb (الإنجليزية)